# Luzern (kanton)
Luzern är en kanton i mellersta Schweiz.

## Historia
Luzern ingår sedan 1332 i det schweiziska Edsförbundet. Luzern var till 1798 en stadsstat ansluten till det Gamla edsförbundet, ingick 1798-1803 som kanton i den Helvetiska republiken, var 1814-1831 stad och republik och från 1831 kanton i Schweiz. Staden Luzern utvecklade sig under senmedeltiden till en stadsstat. Dess territoriella expansion började 1380 och hundra år senare hade större delen av det nuvarande kantonsområdet införlivats med staden.

## Geografi
Luzern gränsar i söder till Obwalden och Nidwalden, i öster till Schwyz samt i norr och väster till Aargau.

## Administrativa indelningar
Kantonsförfattningen från år 2007 frångick den tidigare indelningen i fem amt. Nuvarande administrativa indelningar är valkretsar (tyska: Wahlkreise), domkretsar (tyska: Gerichtsbezirke) och kommuner. Valkretsarna har i motsats till amten inte någon förvaltningsmässig funktion. De används dock som statistikområden.

### Valkretsar och kommuner
Luzern är sedan 2021 indelat i sex valkretsar och 80 kommuner (se Lista över kommuner i kantonen Luzern).

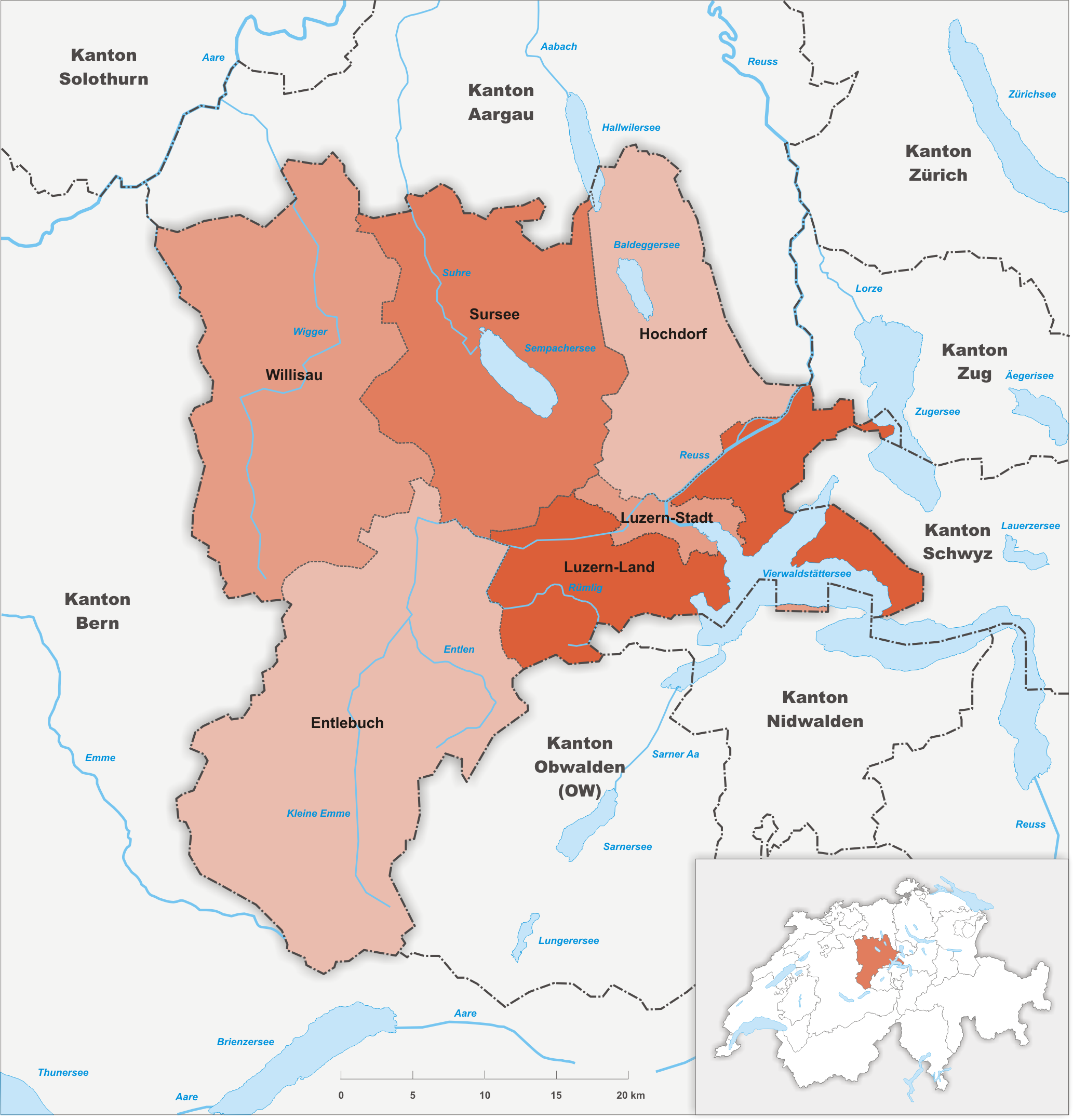
Karta över Luzerns valkretsar.

- Entlebuch (9 kommuner)
- Hochdorf (13 kommuner)
- Luzern-Land (17 kommuner)
- Luzern-Stadt (1 kommun)
- Sursee (19 kommuner)
- Willisau (21 kommuner)